# 布赖恩·多伊尔
布赖恩·多伊尔（英語：Brian Doyle，1930年8月18日—2008年6月1日），澳大利亚男子赛艇运动员。他曾代表澳大利亚参加1956年夏季奥林匹克运动会赛艇比赛，获得男子八人单桨有舵手铜牌。